# Hartmannshofer Bach

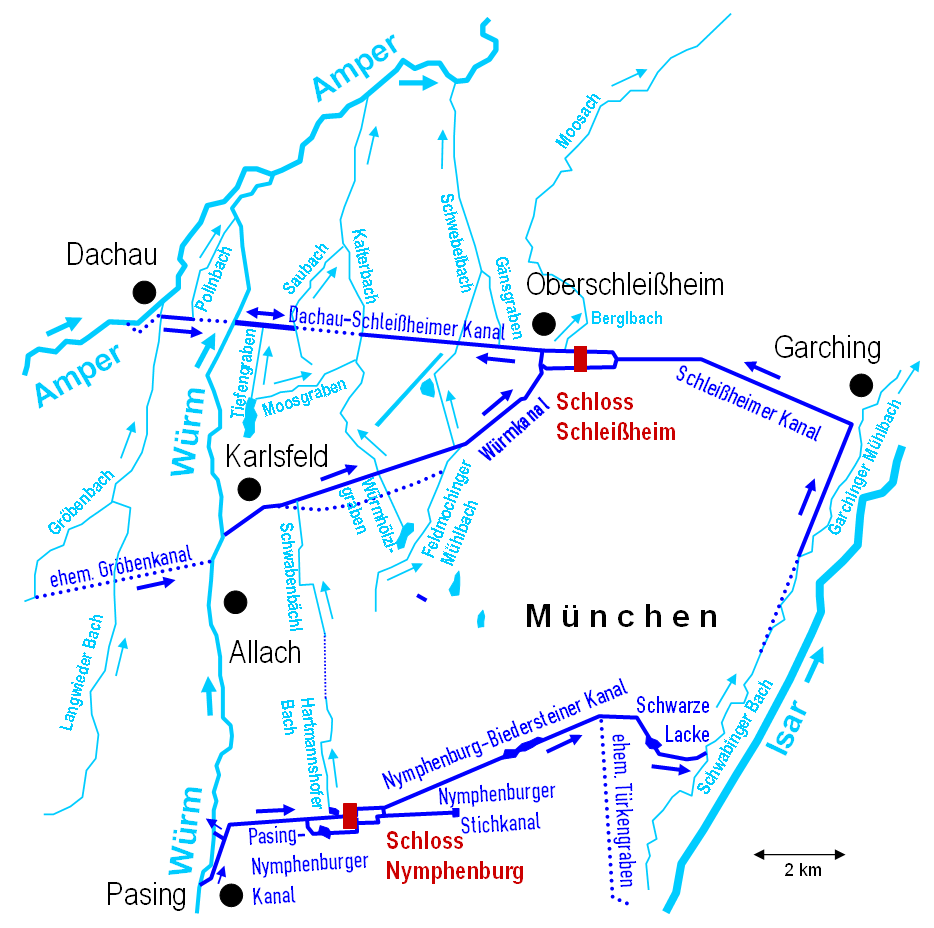
Lage im Nordmünchner Kanalsystem

Der Hartmannshofer Bach ist ein nordwärts fließender Bach im westlichen Stadtgebiet Münchens und Teil des Nordmünchner Kanalsystems.

## Ursprünglicher Verlauf

Schlosspark Nymphenburg. 24: Pagodenburger See, 26: Kugelweiher

Ursprünglich entsprang der Hartmannshofer Bach auf etwa 519 m ü. NN und lief, nur temporär wasserführend, durch Wald und Wiese nach Norden zum Schwabenbächl hin. Dieses mündete nach damals weiteren über 7 km nordwestlichen bis nördlichen Laufs nahe beim alten Siedlungskern des Karlsfelder Gemeindeteils Rothschwaige  von rechts auf 488 m ü. NN in die Würm. ⊙
1601 wurde im Zuge des Baues des Würmkanals der Mittel- und Unterlauf des Schwabenbächls abgegraben. Seither mündet es östlich des alten Laufs auf 493 m ü. NN in den Würmkanal ⊙; auf der Trasse des ehemaligen Mittel- und Unterlaufs liegen heute ein großes Allacher Industriegebiet und Teile des namengebenden Ortsteils sowie noch mehr des Ortsteils Rothschwaige von Karlsfeld. Auch der neu angelegte, knapp 2 ha große Eichinger See und kleinere Weiher liegen im Zuge der Alttrasse.

## Verlaufsänderung ab 1700
Seit 1701 wird zusätzlich auf 523 m ü. NN in Pasing nach rechts Wasser aus der Würm geleitet ⊙ und durch den Nymphenburger Kanal zum etwa 1,8 ha großen See beim alten Schloss Nymphenburg geführt, dem heutigen Pagodenburger See, auch Kleiner See genannt. Der Überlauf dieses auf etwa 518 m ü. NN liegenden Sees fließt zur Hochwasserentlastung über zwei kurze Auslaufäste in den dann wieder vereinten Hartmannshofer Bach und weiter nach Norden hin. Dank des von der Überleitung zugeführten Wassers und weil der speichernde See den Abfluss zeitlich glättet, führt der Hartmannshofer Bach seitdem ganzjährig Wasser.

## Heutiger Verlauf
Heute läuft der Bach nur noch über eine Strecke von etwa 3,5 km offen, er durchfließt dabei nach dem Pagodenburger See noch im Nymphenburger Park den Kugelweiher. Danach zieht er weiter durch das Waldgebiet Kapuzinerhölzl bis zu den Sportanlagen an der Lechelstraße im namensgebenden Hartmannshofen und weiter in einen Wald- und Parkstreifen, der zum Hartmannshofer Park gehört. Danach quert er bald in nunmehr bebautem Gelände die Allacher Straße, jenseits derer sein offenes Bett in einer Grünanlage des Stadtteils Moosach etwa zwischen den aufeinander zulaufenden Siedlungsstraßen Am Hartmannshofer Bächl und Donauwörther Straße auf etwa 505 m ü. NN endet. Von dort aus fließt sein Wasser verdolt weiter etwa nördlich auf den Rangierbahnhof München-Nord zu. Er unterquert den Bahnhof in einem Düker, an dessen Ende er auf 499 m ü. NN in den um 1990 als Betriebs- und Löschwassersee des Bahnhofs angelegten, 5 Hektar großen Landschaftssee Allacher Lohe mündet. Dessen Abfluss bildet dann das Schwabenbächl, das zunächst weiter auf seiner historischen Trasse nordwestlich fließt. Von der Autobahnausfahrt München-Ludwigsfeld an fließt es auf neuem Weg etwa nördlich und mündet neben einem Autotestgelände in den Würmkanal.
Stand 2018 litt der Bach unter schwankendem Wasserstand, Überwucherung und vereinzelten Trockenstellen.

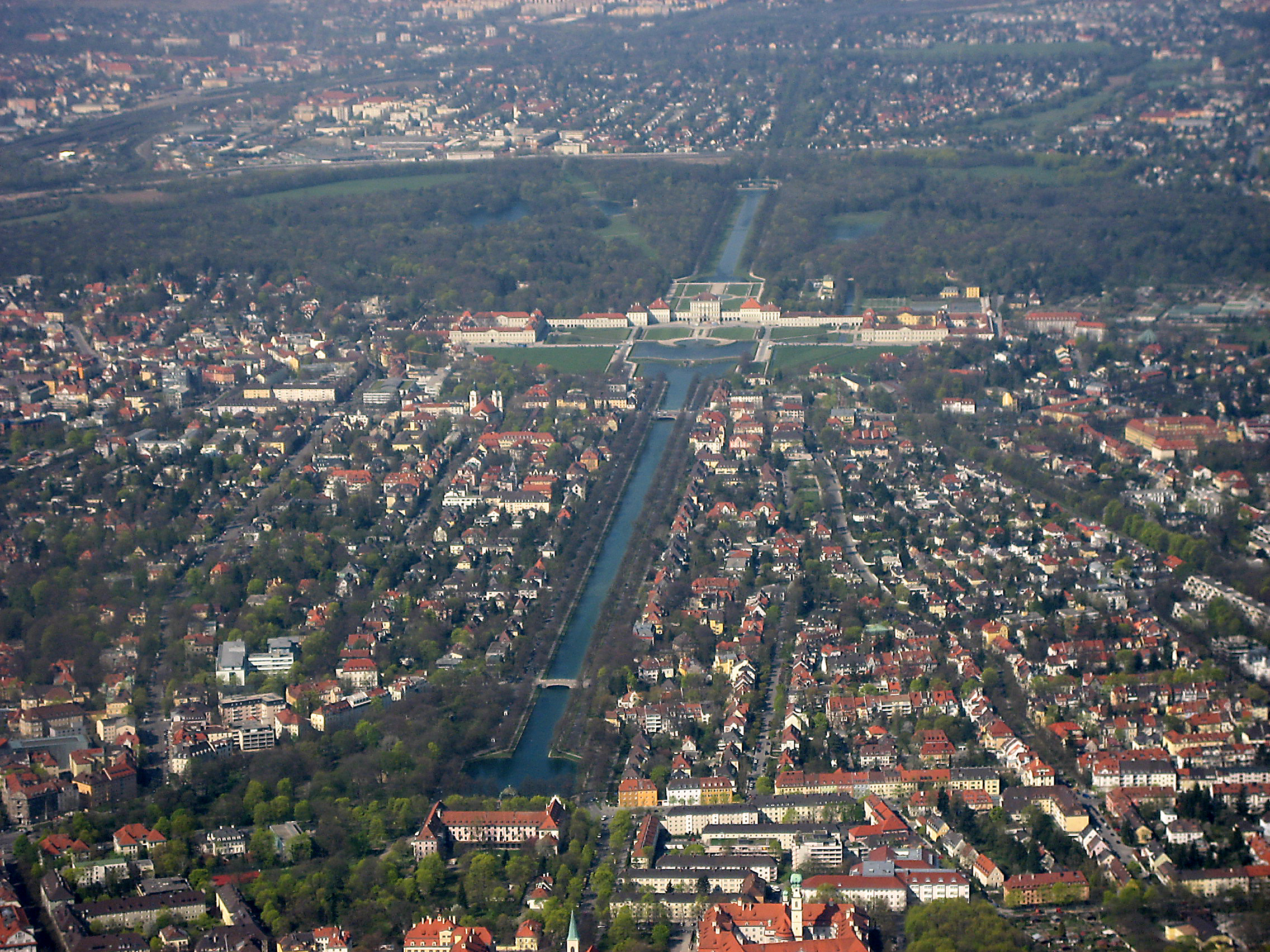
Verlauf des Baches, rechts hinter dem Schloss
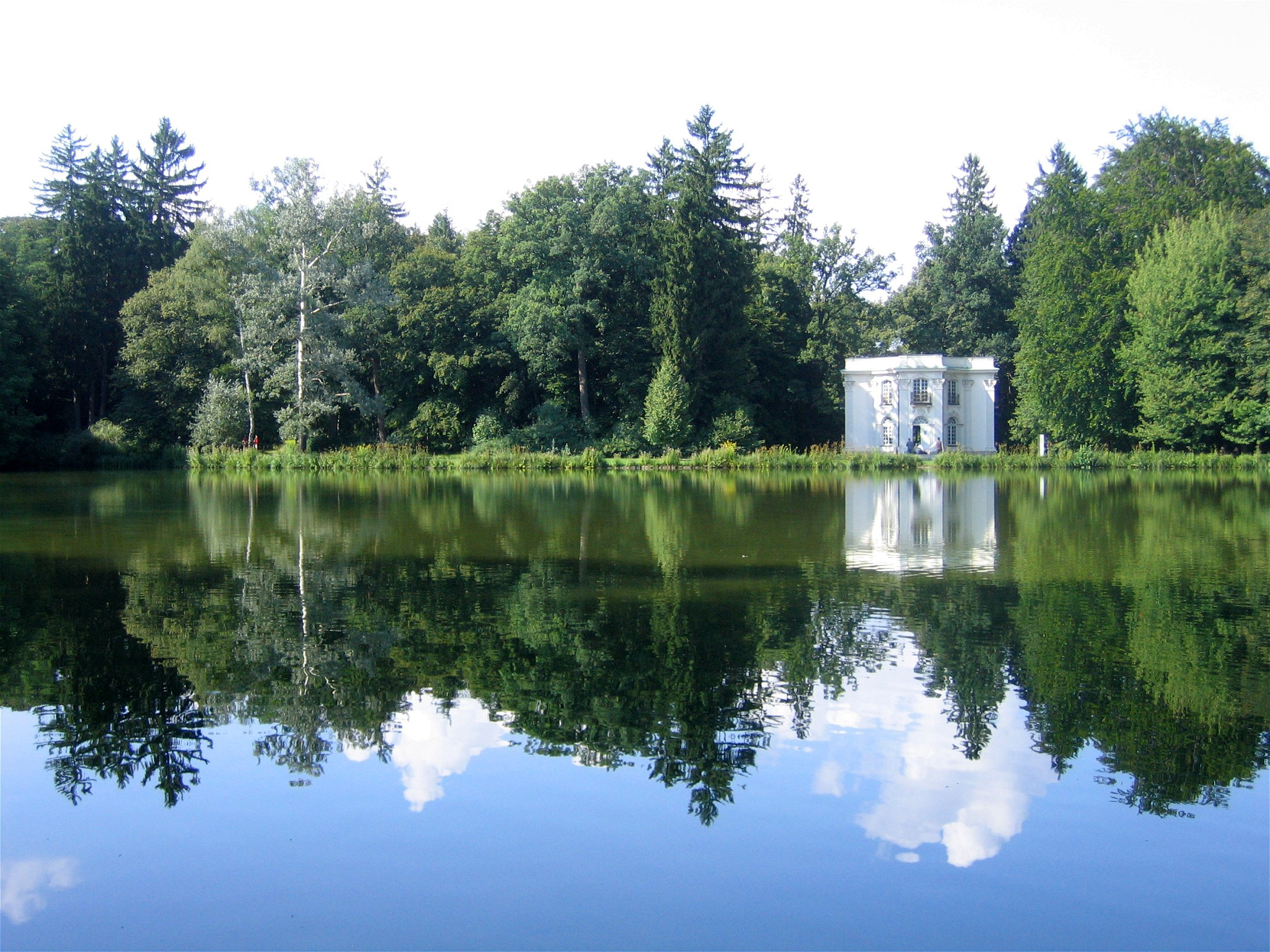
Pagodenburger See
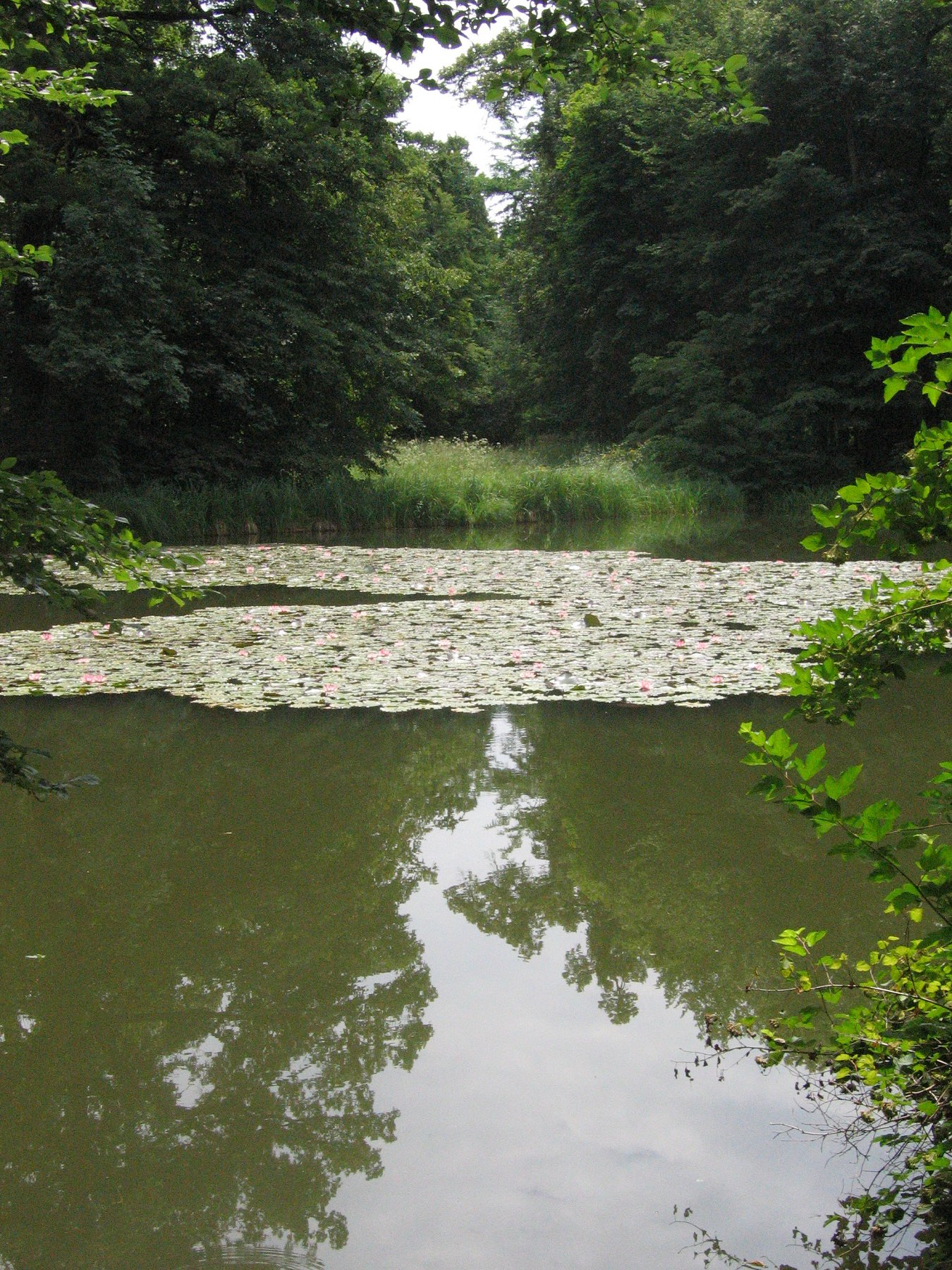
Kugelweiher
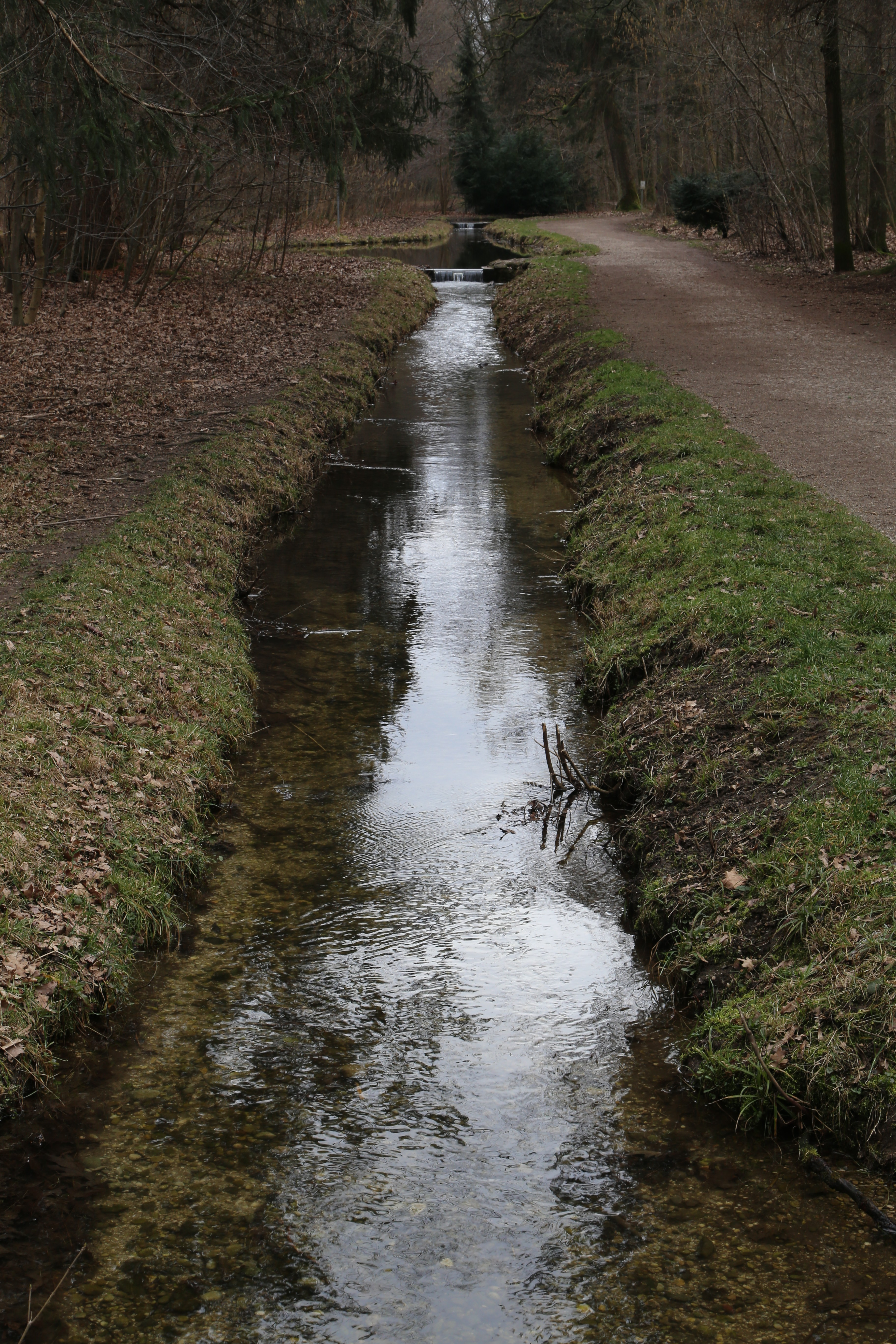
Hartmanns- hofer Park
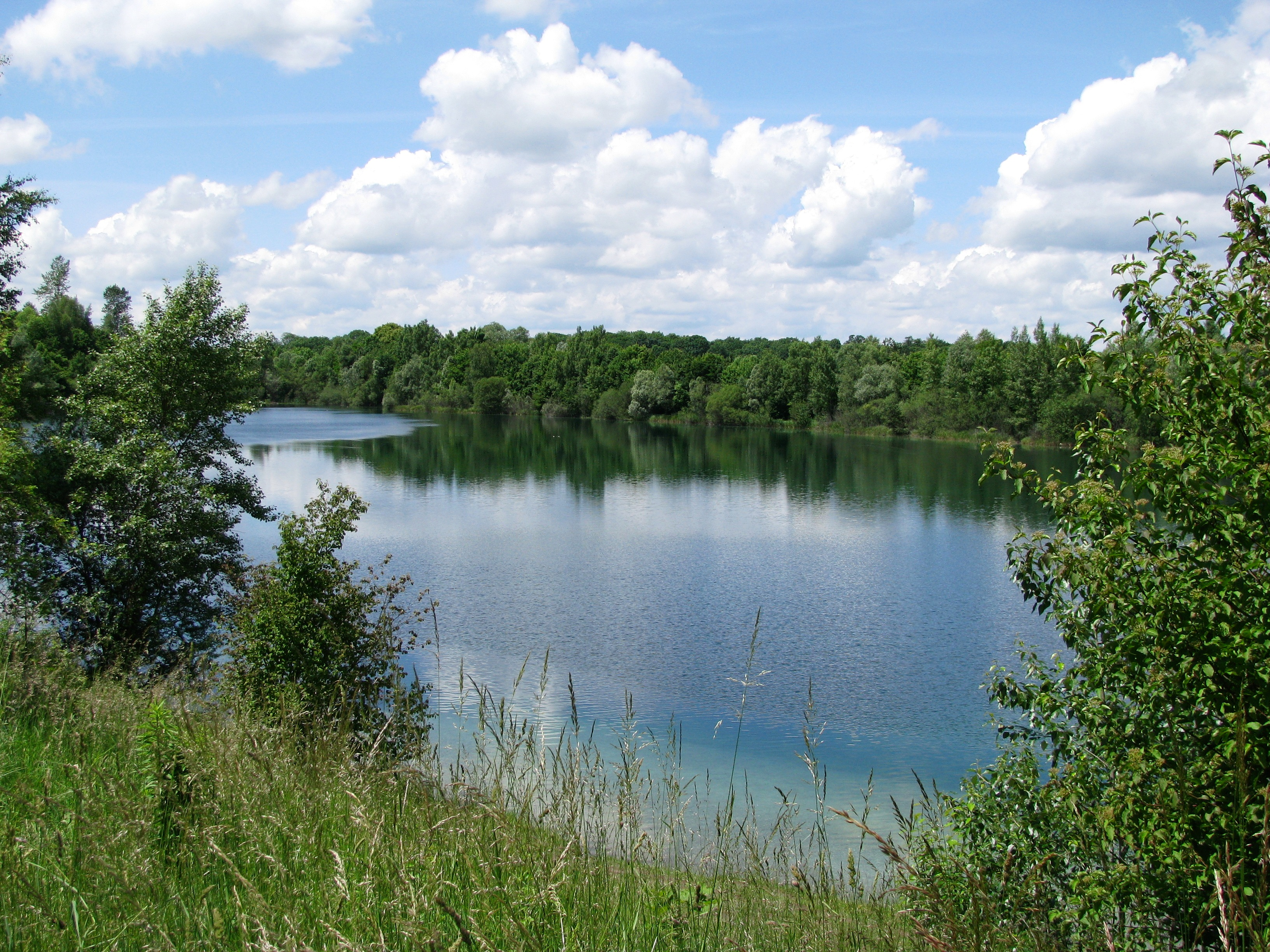
Landschaftssee Allacher Lohe

## Landschaft und Natur
Der Bach läuft im Nymphenburger Park, sowie danach im Kapuzinerhölzl und einer weiteren Fläche bei Hartmannshofen in den 1964 ausgewiesenen Landschaftsschutzgebieten LSG-00120.07 und LSG-00588.01. Seit 1987 wird die Ausweisung als Naturschutzgebiet diskutiert, diese ist aber bisher noch nicht erfolgt. Das Gebiet weist eine bemerkens- und schützenswerte Artenvielfalt auf. Siehe hierzu: Flora und Fauna.

### BayernAtlas („BA“)
Amtliche topographische Karte mit passendem Ausschnitt: Lauf des Hartmannshofer Bachs

Allgemeiner Einstieg ohne Voreinstellungen und Layer: BayernAtlas der Bayerischen Staatsregierung (Hinweise)
1. 1 2  Höhe abgefragt auf dem Hintergrundlayer Amtliche Karte (Rechtsklick).
2. ↑  Länge abgemessen auf dem Hintergrundlayer Amtliche Karte.
3. ↑  Den alten Verlauf des Schwabenbächls zeigt der zuschaltbare Layer Historische Karte des BayernAtlasses.
4. ↑  Seefläche abgemessen auf dem Hintergrundlayer Amtliche Karte.

### Andere
1. ↑  Franz Schiermeier: Münchner Stadtbäche – Reiseführer zu den Lebensadern der Stadt. Selbstverlag, München 2019, ISBN 978-3-9813190-9-5.
2. ↑  Sorge ums Hartmannshofer Bächl. In: www.hallo-muenchen.de. 8. Oktober 2018, abgerufen am 23. Januar 2025.
3. ↑  LSG Nymphenburger Park, abgerufen am 23. Januar 2025.
4. ↑  LSG Hartmannshofen und Kapuzinerhölzl, abgerufen am 23. Januar 2025.